# Torre de’ Passeri
Torre de’ Passeri – miejscowość i gmina we Włoszech, w regionie Abruzja, w prowincji Pescara.
Według danych na rok 2004 gminę zamieszkiwało 3156 osób, 631,2 os./km².